# 4e régiment de tirailleurs marocains
Le 4e Régiment de Tirailleurs Marocains ou (4e R.T.M.) est un régiment d'infanterie  français, de l'Armée d'Afrique.
En activité entre 1920 et 1964, le 4e R.T.M. se distingue durant la Seconde Guerre mondiale tout d'abord lors de la bataille de France en mai-juin 1940, puis lors de la campagne d'Italie en 1944 (bataille du Monte Cassino) au sein du corps expéditionnaire français du général Juin et enfin lors des campagnes de France (libération de Belfort et poche de Colmar) et d'Allemagne de 1944 à 1945 ; il est cité trois fois à l'ordre de l'Armée au cours du conflit.

## Création et différentes dénominations
Le 4e Régiment de Tirailleurs Marocains existait au début de la guerre 1914/18, il a participé à la bataille de Vimy dont il a pris le mont, mais faute de renfort fut décimé par l'armée allemande. Il a fallu attendre 1917, que les canadiens après d'âpres batailles et beaucoup de tués et de blessés reprennent Vimy. Un monument dédié au 4e RTM exposé à l'entrée du mont Vimy retrace son épopée.
- 64e régiment de tirailleurs marocains, créé le 1er janvier 1920.
- renumérotation 4e régiment de tirailleurs marocains le 1er janvier 1929 par décision ministérielle du 11 avril 1928.
- Dissous en 1964, conversion 110e régiment d'infanterie motorisée.

## Chefs de corps

### Entre-deux-guerres
- Lieutenant-colonel Gansily, de janvier 1920 à février 1922
- Colonel Georges, de février 1922 à juillet 1924
- Colonel Duffour, de juillet 1924 à février 1925
- Colonel Dulac, d'août 1925 à avril 1926
- Colonel Dumesnil, d'avril 1926 à avril 1928
- Colonel Beuajean, de mai 1928 à juillet 1930
- Colonel Groener, de juillet 1930 à avril 1933
- Colonel Bernard, de juin 1933 à juin 1935
- Colonel Mellier, de juin 1935 à juin 1937

### Seconde Guerre mondiale
- Colonel Beucler, de juin 1937 à mars 1940
- Lieutenant-colonel Lesénéchal, de mars 1940 à décembre 1940
- Colonel Bacque, de janvier 1941 à juin 1942
- Colonel Schmidt, de juin 1942 à avril 1943
- Colonel Laparra, d'avril 1943 à avril 1944
- Colonel Bridot, d'avril 1944 à février 1945
- Lieutenant-colonel Clair, de février 1945 à novembre 1946[1]

### Guerre d'Indochine
- Colonel Jay, de février 1947 à mai 1949
- Colonel Guigard, de mai 1949 à août 1951
- Colonel Berthelot, de septembre 1951 à septembre 1953
- Colonel Chrétien, de septembre 1953 à septembre 1955

### Forces Françaises en Allemagne
- Colonel Turnier, d'octobre 1955 à avril 1957
- Colonel de la Brosse, de mai 1957 à avril 1959
- Colonel Amarre, d'avril 1959 à avril 1961
- Colonel Bicaise, d'avril 1961 à avril 1963
- Colonel Barthélémy, d'avril 1963 à 30 juin 1964.

## Historique du4erégimentde tirailleurs marocains
Le 64e R.T.M. est formé en 1920, mais ses trois bataillons avaient servi pendant la Première Guerre mondiale. Levé à Sidi Ali le 1er août 1916, le 8e Bataillon de Tirailleurs Marocains avait combattu, au sein du 1er R.M.T.M., à Verdun, en 1916 et 1917, ainsi que sur l'Aisne en 1918. Les 10e et 11e Bataillons de Tirailleurs Marocains, levés le 1er avril 1918, étaient en France, de juin 1918 à mai 1919.
Le 4e R.T.M. a été créé le 1er janvier 1929 par changement de numéro.
Le 29 mars 1929, le 4e R.T.M. perd son 1er bataillon, muté au 6e R.T.M. et reçoit à la place le 2e bataillon de ce régiment.

### Pacification du Maroc 1921-1932

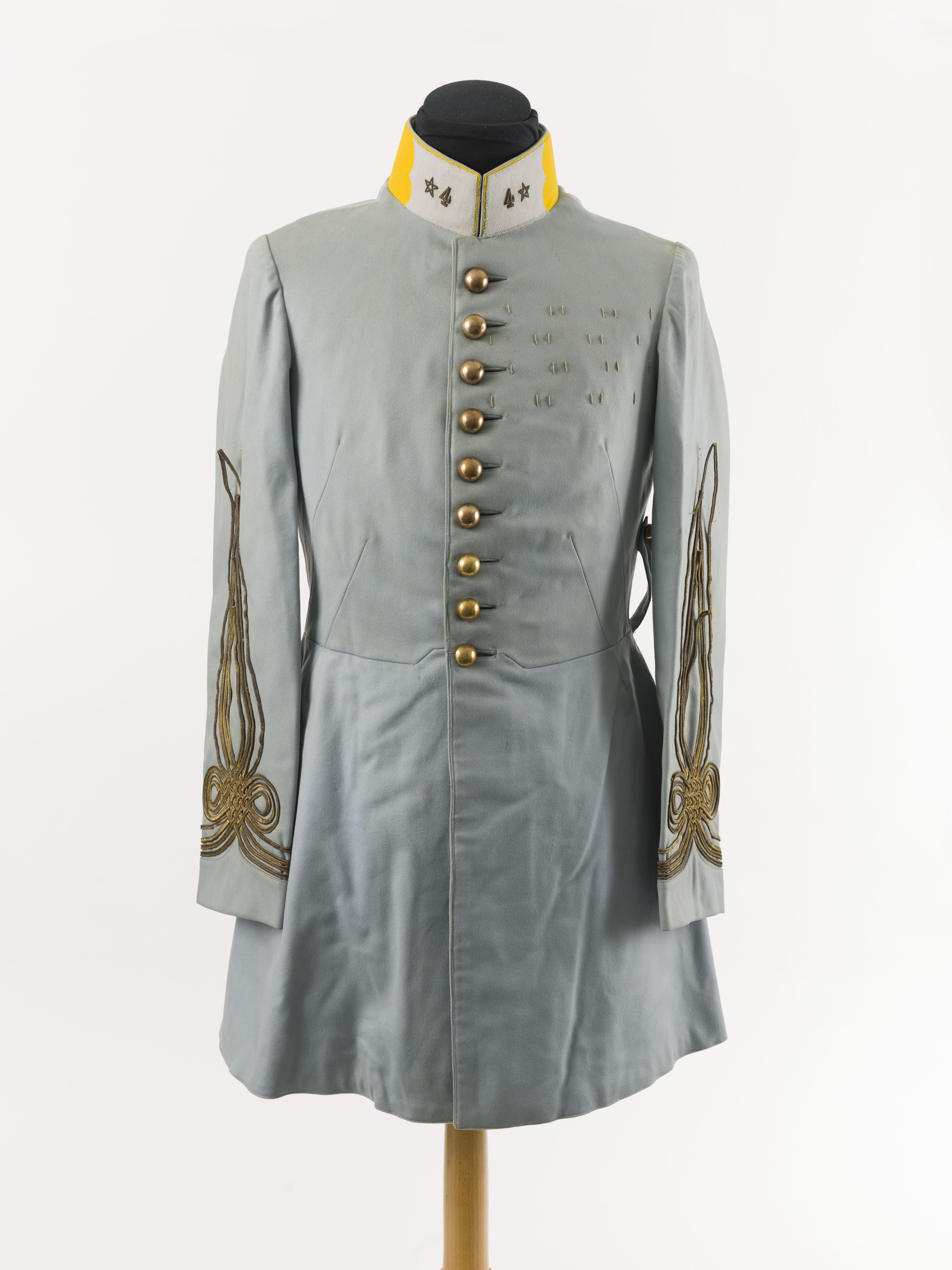
Tunique de grande tenue de commandant du 4e RTM, de 1930-1931.

De 1929 à 1932[réf. nécessaire], d'avril à octobre, le 4e R.T.M. participe aux opérations de pacification du Maroc, la guerre du Rif.
De 1921 à 1934, 109 officiers, sous-officiers et tirailleurs ont été tués.

### Seconde Guerre mondiale
À la mobilisation de 1939, le 4e R.T.M. débarqué à Marseille est dirigé vers Bourges, où il reçoit matériel et armement.

#### Campagne de France 1940
En avril 1940, le 4e R.T.M. prend position sur la Sarre, au sud-est de Forbach. Le 10 mai, l'ennemi déclenche son offensive. Les Allemands, plusieurs fois repoussés, réussissent leur percée vers la Champagne.
Le 9 juin, le 4e R.T.M. assure, en deuxième position, la défense du canal de l'Aisne à la Marne. Le 11 juin 1940 dans la région de Reims, le 4e R.T.M., pris sous une attaque aérienne, subit de lourdes pertes. Les 15 et 17 juin 1940, 80 sous-officiers et tirailleurs sont tués.
À la fin de la campagne de France, le 4e R.T.M. n'existe plus en tant qu'unité combattante.
Pour sa conduite héroïque le régiment est cité à l'Ordre de l'Armée.
Le 4e R.T.M. est dissous au camp de La Courtine, son dépôt de guerre continuant de fonctionner à Taza.

#### Afrique du Nord 1940-1943
Le 4e R.T.M. est reconstitué, le 1er novembre 1940. L'armée américaine débarque en Afrique du Nord, le 8 novembre 1942.

#### Campagne d'Italie (21 novembre 1943 - 22 août 1944)
Le 4e R.T.M. est intégré à la 2e division d'infanterie marocaine du général Dody qui fait partie du corps expéditionnaire français en Italie.
Le 4e R.T.M. part de Bizerte, le 19 novembre 1943. Le convoi transportant les premiers éléments (colonel Laparra, 3e bataillon et détachement autos des 1er et 2e bataillons) arrive le 21 à 11 heures à Bagnoli. La deuxième partie du régiment débarque le 23 novembre, les derniers éléments du régiment rejoignent l'ensemble trois jours après. Le 3 décembre, la montée en ligne commence.
Le 10 décembre, premiers engagements, sur les monts de Castelnuovo. Le 14 décembre, l'ennemi déclenche un coup de main sur le front de la 5e compagnie commandée par le capitaine Petit, il est arrêté et refoulé par une contre-attaque des tirailleurs. La bataille du mont Castelnuovo occasionne des pertes importantes au 4e R.T.M. (25 tués, 34 blessés et 9 disparus).
Du 12 janvier au 21 janvier 1944, une attaque en liaison avec le 7e R.T.A. est effectuée afin d'enlever les pentes nord du massif de Monna Casale.
À partir du mois de mars, le 4e R.T.M. est mis au repos, répit bien mérité avant les grandes batailles qui se dessinent à l'horizon.
La bataille du Garigliano, sous les ordres du général Juin, dont voici l'ordre du jour : "Une grande bataille dont le sort peut hâter la victoire définitive et la libération de notre patrie s'engage aujourd'hui. La lutte sera générale, implacable et poursuivie avec la dernière énergie. Appelés à l'honneur d'y porter nos couleurs, vous vaincrez, comme vous avez déjà vaincu, en pensant à la France martyre qui vous attend et vous regarde". Au soir du 14 mai, tous les objectifs du régiment sont atteints, la région de Cantalupo est sous contrôle des forces alliés, le 4e R.T.M. a atteint le mont Monte San Paolino. Les combats ont été très durs, les corps à corps nombreux et les pertes sévères.
Le 15 juin, la 2e D.I.M. défile dans Rome avec une délégation du 4e R.T.M. Le drapeau est porté par le lieutenant Montuis. La campagne d'Italie est terminée pour le 4e R.T.M. Elle a fait apparaître l'excellente qualité de l'outil forgé patiemment en Afrique du Nord, la valeur des hommes, Français et Marocains, leur bravoure, leur dévouement, leur camaraderie. Elle a abouti à de magnifiques victoires qui permirent à l'armée française de s'affirmer vis-à-vis des Alliés. Comme l'a écrit le général de Gaulle : "Après Keren, Bir-Hakeim, le Fezzan, la Tunisie, la gloire de nos troupes d'Italie rendait sa chance à la France".

#### Campagne de France (26 août 1944 - 30 mars 1945)
La nouvelle du débarquement des forces alliées en Provence, le 15 août 1944, est immédiatement connue et le 4e R.T.M., attend avec impatience de rejoindre. Le 4e R.T.M. quitte l'Italie, le 23 août 1944 à 18 heures, neuf mois après y avoir débarqué. Le débarquement du 4e R.T.M. au moyen de L.C.I. qui font la navette entre les Liberty Ships s'effectue dans la baie de Cavalaire et le golfe de Saint-Tropez, au cours de la nuit du 25 et de la matinée du 26 août, sans aucune difficulté.
Le 29 août 1944, la 2e D.I.M. reçoit du général De Lattre, commandant l'armée (B), l'ordre de faire mouvement vers l'Est. Briançon libérée par les FFI a été reprise par l'ennemi. À partir du 3 septembre, le dispositif d'attaque est progressivement mis en place. Après diverses batailles, le 4e R.T.M. renforcé par des tabors, des FFI, a libéré divers villages à proximité de Briançon. Le 6 septembre 1944, après des combats très meurtriers, le 4e R.T.M. libère la ville de Briançon.
Le régiment remonte du sud-est à l'est de la France, se heurtant à différents détachements ennemis.
Du 19 novembre au 23 novembre 1944, en compagnie d'autres régiments, après de difficiles combats, la ville de Belfort est libérée par le 4e R.T.M. Le 26 novembre 1944 au matin, toute la population belfortaine émue et recueillie assiste, place de la République, à l'envoi des couleurs par le général Carpentier, commandant la 2e D.I.M.
Après la libération de plusieurs villes d'Alsace, entre autres Masevaux, Lauw, Oberfeld, Willer et surtout Thann, le 2e bataillon du 4e R.T.M. est cité à l'ordre de la 1re armée.

#### Campagne d'Allemagne (31 mars - 8 mai 1945)

##### Composition du 4e RTM
- Chef de corps : Colonel Bridot et Lieutenant-colonel Clair. Lieutenant-colonel adjoint : lieutenant-colonel Langlet.  Chef d’état-major : chef de bataillon Clair[3]
- Bataillons :
  - 1/4e : chef de bataillon Thevenot ; chef de bataillon Cuenoud
  - 2/4e : chef de bataillon Daillier ; chef de bataillon de Widerspach Thor
  - 3/4e : chef de bataillon Latourette ; chef de bataillon Henri Brunel ( à partir du 5 janvier 1945)

##### Opérations
Le 31 mars 1945, le Rhin est franchi par le 3e bataillon du 4e R.T.M. Débute la campagne d'Allemagne que l'on pourrait qualifier de "campagne parmi les plus rapides et les plus brillantes" qui, en moins d'un mois, amène l'armée française des bords du Rhin à Stuttgart, au cœur du Wurtemberg, puis sur les rives du Danube aux portes de l'Autriche.
Le 5 octobre 1945, le général de Gaulle décore le drapeau du 4e R.T.M. de la croix de guerre 1939-1945, le régiment venant de recevoir une citation à l'ordre de l'armée : « Splendide unité de combat a rompu le front le front allemand en enlevant de haute lutte, le 14 et le 15 novembre 1944, les positions fortifiées de Marvelise et Gémonval ».
L'ensemble du 4e R.T.M. est finalement regroupé, le 24 mars 1946, à Taza (Maroc).

#### Bilan des pertes
Les pertes du 4e RTM sont de 182 tués, 52 disparus et 307 blessés entre mai et juin 1940 et de 772 tués, 211 disparus et 2 620 blessés de novembre 1943 à mai 1945.

### Guerre d'Indochine1947-1954
Le 10 avril 1947, un détachement quitte Taza (Maroc) pour l'Extrême-Orient. Commandé par le capitaine Henry, il comprend 7 officiers, 250 sous-officiers et hommes de troupe. L'ensemble, sous l'appellation Bataillon de marche du 4e R.T.M., commandé par le chef de bataillon Pothier. Ce premier envoi sera suivi par beaucoup d'autres, pendant toute la phase française de la guerre d'Indochine.
Le 31 août 1949, le II/4e R.T.M. est à son tour désigné pour l'Indochine, sous les ordres du chef de bataillon Devillers, assisté du capitaine Morel.
Le bataillon Nicolas du 4e régiment de tirailleurs marocains (I/4e R.T.M.) participe à la Bataille de Điện Biên Phủ, assisté du capitaine Louis Fassi.
Cadres et troupes, en grande partie volontaires, étaient dans leur quasi-totalité des anciens du CEF d'Italie, de la 1re armée ou des FFI.
Des dix-sept bataillons de marche mis sur pied par les sept régiments de tirailleurs marocains pour rejoindre le corps expéditionnaire français en Extrême-Orient, quatre ont été constitués par des éléments du 4e R.T.M.
Le bataillon de marche est cité 3 fois à l'ordre de l'armée au cours du conflit.

### Forces Françaises en Allemagne
- Jusqu'en 1964, le 4e R.T.M. tient garnison à Donaueschingen (RFA), avec, de 1956 à 1962, un bataillon à Reutlingen où s'effectent les classes ainsi que la sélection des E.O.R.
- Le 4e R.T.M. est dissous par décision ministérielle no 5876/EMAT/I.O.S en date du 8 mai 1964. Le procès-verbal de dissolution a été transcrit le 30 juin 1964 par l'intendant militaire André Druoton.

## Faits d'armes faisant particulièrement honneur au régiment
Quand l'armée française franchit le Rhin, le 31 mars 1945, le 4e R.T.M. est en pointe. C'est un groupe du 4e R.T.M. que porte la toute première embarcation, à 6 h 30, hauteur de Germersheim, celui du sergent-chef Dubin, accompagné des tirailleurs Fluixa, Maigrot, Mozziconacci, Tizioli, Troupel, et de quelques autres.

## Traditions

### Drapeau
Il porte, cousues en lettres d'or dans ses plis, les inscriptions suivantes :

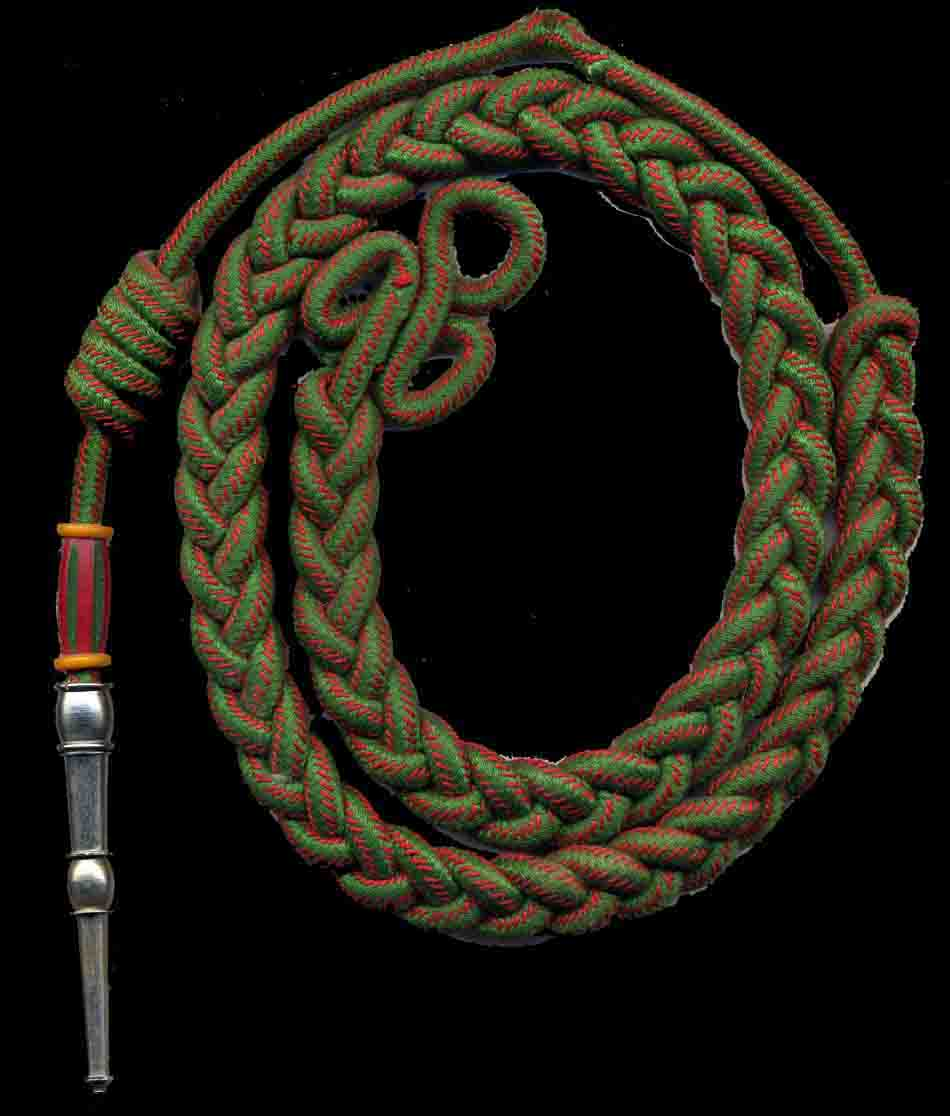
Fourragère aux couleurs du ruban de la croix de guerre 1914-1918 avec olive aux couleurs du ruban de la croix de guerre 1939-1945

- Maroc 1925-1934
- Abruzzes 1944
- Garigliano 1944
- Belfort 1944
- Germersheim 1945
- Indochine 1947-1954

### Devise
En avant avec Joie

### Décorations
- Croix de guerre 1939-1945, avec trois citations à l'ordre de l'Armée (3 palmes).
- Fourragère aux couleurs du ruban de la Croix de guerre 1914-1918 avec une olive aux couleurs du ruban Croix de guerre 1939-1945.
- Mérite Militaire Chérifien.

Le bataillon de marche Pothier, constitué à partir du 4e RTM, est cité 3 fois à l'ordre de l'armée au cours de la guerre d'Indochine.

## Composition du régiment
Au cours de la campagne de libération de 1943 à 1945, un régiment de tirailleurs nord-africains comporte un peu plus de 3 000 hommes (dont près de 500 officiers et sous-officiers) et 200 véhicules. La proportion de Maghrébins atteint 69 % pour le régiment, 74 % pour le bataillon, 79 % pour la compagnie de fusiliers-voltigeurs, 52 % pour la compagnie antichar et 36 % pour la compagnie de canons d'infanterie.
Conformément au tableau d'effectifs et de dotations no 5465 EMGG/ 1-0 en date du 21 septembre 1943, le 4e R.T.M. comprenait, au moment du départ en Italie :
- l'état-major du régiment (colonel Laparra, lieutenant-colonel Thouvenin, commandant en second ; chef de bataillon Demange, chef d'état-major; capitaine Gaudy et lieutenant North, officiers de renseignements; lieutenant Greso, aspirant Koeberlé; médecin capitaine Lenoir, médecin-chef du régiment) ;
- une compagnie hors rang (capitaine Guary) comprenant 8 sections : services de la compagnie, état-major du régiment, transmissions, reconnaissance et observation, ravitaillement et approvisionnement, service auto, service sanitaire, pionniers ;
- une compagnie antichar (C.A.C.) (capitaine Vieillard), avec une section de commandement et 3 sections de 4 canons de 57 chacune ;
- une compagnie de canons d'infanterie (C.C.I.) (capitaine Convert), dotée de 6 canons de 105 mm tractés, répartis en 2 sections ;
- 3 bataillons comprenant chacun :
  - une compagnie de commandement (C.B.),
  - une compagnie d'accompagnement (C.A.) comprenant 5 ofﬁciers, 25 sous-officiers, 25 caporaux, 122 tirailleurs soit 177 hommes
  - 3 compagnies de fusiliers voltigeurs (F.V.) comprenant chacune 4 ofﬁciers, 23 sous-officiers, 29 caporaux, 131 tirailleurs soit 187 hommes

L'effectif total du régiment était de 3 109 hommes se décomposant comme suit :
- 91 officiers,
- 406 sous-ofﬁciers,
- 2 612 tirailleurs ;

Il y avait en tout 131 véhicules (jeeps, Dodge et G.M.C.).

## Personnalités ayant servi au4eR.T.M
- Mohamed Oufkir, général et homme politique marocain
- Robert Guédon, fondateur de Combat Zone Nord, avait fait campagne au Rif avec le 4e R.T.M.
- Le général Verhaeghe et le général Henry, alors lieutenants, ont libéré le village de Lauw (Alsace) en 1944.
- Serge Fantinel, pendant la bataille de Dien Bien Phu, malgré de sérieuses blessures, a défendu, avec sa section, les positions de Eliane 2 et Lily 2, avant de succomber et d'être fait prisonnier des Viets. Du bataillon, il n'est resté que 3 survivants.
- André Auzet, militaire de carrière né le 7 juillet 1927 à Marseille et décédé le 26 avril 2016 à Thal-Marmoutier (Bas-Rhin). Il débuta comme simple soldat au 4e R.T.M. Il gravit chaque échelon de la hiérarchie militaire et finit chef de bataillon en 1979. Médaillé Militaire, Officier dans l'Ordre National du Mérite, Croix de guerre des T.O.E. avec trois citations, titulaire de la Médaille coloniale et la Médaille Commémorative d'Indochine et d'A.F.N., bénéficiaire d'un Dahir de satisfaction de l'Ouissam Alaouite, il porta la fourragère du 4e R.T.M. tout au long de sa carrière.

Quelques-uns des nombreux tirailleurs ayant reçu la Médaille Militaire :
- M. Arhbal (Mouloud), de nationalité marocaine, ancien sergent du 4e régiment de tirailleurs marocains, 4 citations et 2 blessure de guerre.
- M. Boukhriss (Mohammed), de nationalité marocaine, ancien sergent du 4e régiment de tirailleurs marocains, 3 citations et 1 blessure de guerre.
- M. El Baouchi (Mohamed), de nationalité marocaine, ancien caporal du 4e régiment de tirailleurs marocains, 1 citation et 1 blessure de guerre.
- M. Benhafid (M'hammed), de nationalité marocaine, ancien tirailleur de 1re classe du 4e régiment de tirailleurs marocains, 2 citations.
- M. Tahar Ben Ahmed Dardar, ancien tirailleur (Taza) (1re classe) 4e Régiment de Tirailleurs marocains - 1 citation, blessure de guerre -

## Sources et bibliographie
- Jean Verhaeghe, L'histoire d'un régiment de Tirailleurs Marocains, le 4e RTM, SHAT (Service historique de l'Armée de terre, Vincennes), 1er juillet 1989.
- Pierre Dailler et Maurice Henry, Les Bataillons de Marche en Indochine (1947-1954), le 4e RTM, SHAT.
- Eric de Fleurian, 4e RTM sur le site Les tirailleurs d'hier et d'aujourd'hui, en ligne